# Llista de monuments de Guardiola de Berguedà
Llista de monuments de Guardiola de Berguedà inclosos en l'Inventari del Patrimoni Arquitectònic Català per al municipi de Guardiola de Berguedà (Berguedà). Inclou els inscrits en el Registre de Béns Culturals d'Interès Nacional (BCIN) amb la classificació de monuments històrics, els Béns Culturals d'Interès Local (BCIL) de caràcter immoble i la resta de béns arquitectònics integrants del patrimoni cultural català.
| Monument                                                     | Protecció   | Estil/època                     | Localització                                                                            | Coordenades                                          | Codi?         | Imatge |
| ------------------------------------------------------------ | ----------- | ------------------------------- | --------------------------------------------------------------------------------------- | ---------------------------------------------------- | ------------- | --- |
| Castell de Guardiola                                         | BCIN 926-MH | XIII                            | Guardiola de Berguedà Camí des de C-1411, km 61,1                                       | 42° 12′ 56″ N, 1° 52′ 07″ E / 42.215508°N,1.868625°E | RI-51-0005497 | Castell de Guardiola (Guardiola de Berguedà) · Vegeu més fotos d'aquest monument · Carregueu una nova foto d'aquest monument                         |
| Castell de Brocà                                             | BCIN 927-MH | Medieval                        | Guardiola de Berguedà                                                                   | 42° 15′ 21″ N, 1° 54′ 08″ E / 42.255927°N,1.902216°E | RI-51-0005498 | Carregueu una nova foto d'aquest monument |
| Torre de Foix, o Casa de la Torre de Foix                    | BCIN 928-MH | XIV-XV, XVII                    | Guardiola de Berguedà Des de Sant Corneli, ctra. BV-4025 i pista                        | 42° 12′ 34″ N, 1° 51′ 32″ E / 42.209516°N,1.858759°E | RI-51-0005499 | Carregueu una nova foto d'aquest monument |
| Conjunt de Gavarrós                                          |             | Obra popular, romànic XI        | Guardiola de Berguedà                                                                   | 42° 16′ 50″ N, 1° 54′ 52″ E / 42.280617°N,1.914574°E | IPA-3398      | Carregueu una nova foto d'aquest monument |
| Església de Sant Llorenç prop Bagà                           |             | Romànic XI-XII, XVIII           | Guardiola de Berguedà C. del Monestir, Bastareny                                        | 42° 14′ 07″ N, 1° 52′ 31″ E / 42.235178°N,1.875192°E | IPA-3400      | Església de Sant Llorenç prop Bagà (Guardiola de Berguedà) · Vegeu més fotos d'aquest monument · Carregueu una nova foto d'aquest monument           |
| Església parroquial de la Puríssima                          |             | Historicisme XX                 | Guardiola de Berguedà Pl. Església                                                      | 42° 13′ 57″ N, 1° 52′ 47″ E / 42.232390°N,1.879759°E | IPA-3406      | Església parroquial de la Puríssima (Guardiola de Berguedà) · Vegeu més fotos d'aquest monument · Carregueu una nova foto d'aquest monument          |
| Església de Santa Maria de Roca-sança                        |             | Obra popular, romànic XII       | Guardiola de Berguedà Ctra. Bagà - la Molina, passat trencall de Gréixer, a l'esquerra  | 42° 17′ 54″ N, 1° 52′ 17″ E / 42.298344°N,1.871455°E | IPA-3411      | Carregueu una nova foto d'aquest monument |
| L'Hospitalet de Roca-sança, o Hospital de Rocasança          |             | Obra popular XVII               | Guardiola de Berguedà Ctra. Berga - la Molina, passat trencall de Gréixer, a l'esquerra | 42° 17′ 53″ N, 1° 52′ 19″ E / 42.298159°N,1.871871°E | IPA-3412      | Carregueu una nova foto d'aquest monument |
| Casa del Jou                                                 |             | Obra popular XVII               | Guardiola de Berguedà Des de Sant Corneli, pista forestal al Jou i a la Torre de Foix   | 42° 17′ 53″ N, 1° 52′ 19″ E / 42.298159°N,1.871871°E | IPA-3416      | Carregueu una nova foto d'aquest monument |
| Molí del Pont Vell                                           |             | Obra popular XVIII              | Guardiola de Berguedà Al costat de la ctra. C-12, km 112,7                              | 42° 12′ 54″ N, 1° 52′ 10″ E / 42.214908°N,1.869503°E | IPA-3432      | Molí del Pont Vell (Guardiola de Berguedà) · Vegeu més fotos d'aquest monument · Carregueu una nova foto d'aquest monument                           |
| Pont de Cal Tinent                                           |             | Obra popular Medieval           | Guardiola de Berguedà                                                                   | 42° 16′ 44″ N, 1° 51′ 00″ E / 42.279008°N,1.850110°E | IPA-36906     | Pont de Cal Tinent (Guardiola de Berguedà) · Vegeu més fotos d'aquest monument · Carregueu una nova foto d'aquest monument                           |
| Pont de Sant Nazari                                          |             | Obra popular XIX                | Guardiola de Berguedà Sobre el torrent de Fontbona                                      | 42° 16′ 52″ N, 1° 50′ 57″ E / 42.281078°N,1.849138°E | IPA-36908     | Carregueu una nova foto d'aquest monument |
| Pont sota l'ermita de les Esposes                            |             | Obra popular                    | Guardiola de Berguedà A prop de l'ermita de les Esposes                                 |                                                      | IPA-36909     | Carregueu una nova foto d'aquest monument |
| Pont del Collet                                              |             | Obra popular Medieval           | Guardiola de Berguedà Sobre el riu Llobregat                                            |                                                      | IPA-36910     | Carregueu una nova foto d'aquest monument |
| Antiga estació del Carrilet                                  |             | Obra popular                    | Guardiola de Berguedà                                                                   | 42° 13′ 51″ N, 1° 52′ 41″ E / 42.23091°N,1.87811°E   | IPA-39685     | Carregueu una nova foto d'aquest monument |
| Església de Sant Martí de Brocà                              |             | Romànic XII, XVIII, XIX         | Guardiola de Berguedà Brocà                                                             | 42° 15′ 08″ N, 1° 53′ 29″ E / 42.252241°N,1.891443°E | IPA-3408      | Església de Sant Martí de Brocà (Guardiola de Berguedà) · Vegeu més fotos d'aquest monument · Carregueu una nova foto d'aquest monument              |
| Casa Rotllan                                                 |             | Obra popular XVII               | Guardiola de Berguedà Brocà                                                             | 42° 15′ 00″ N, 1° 53′ 13″ E / 42.250026°N,1.886833°E | IPA-3425      | Carregueu una nova foto d'aquest monument |
| Hostal el Collet d'Eina                                      |             | Obra popular XVIII              | Guardiola de Berguedà El Collet                                                         | 42° 12′ 59″ N, 1° 52′ 05″ E / 42.216411°N,1.868014°E | IPA-3429      | Carregueu una nova foto d'aquest monument |
| Colònia Agrícola i Industrial El Collet                      |             | Obra popular XVIII, XX          | Guardiola de Berguedà El Collet                                                         | 42° 13′ 01″ N, 1° 52′ 02″ E / 42.216822°N,1.867237°E | IPA-3430      | Carregueu una nova foto d'aquest monument |
| Pont Vell de Guardiola                                       |             | Obra popular XII                | Guardiola de Berguedà El Collet, al peu de la ctra. C-16, km 112,7                      | 42° 12′ 54″ N, 1° 52′ 10″ E / 42.215119°N,1.869418°E | IPA-3431      | Pont Vell de Guardiola (Guardiola de Berguedà) · Vegeu més fotos d'aquest monument · Carregueu una nova foto d'aquest monument                       |
| Pont del Saldes                                              |             | Obra popular                    | Guardiola de Berguedà El Collet                                                         | 42° 12′ 56″ N, 1° 52′ 03″ E / 42.215694°N,1.867493°E | IPA-3433      | Carregueu una nova foto d'aquest monument |
| Restes de l'església de Sant Salvador del Jou                |             | Romànic XII                     | Guardiola de Berguedà El Jou                                                            | 42° 11′ 40″ N, 1° 51′ 31″ E / 42.194521°N,1.858618°E | IPA-3415      | Carregueu una nova foto d'aquest monument |
| Església de Sant Genís de Gavarrós                           | BCIL 2004   | Barroc, obra popular XII, XVIII | Guardiola de Berguedà Gavarrós                                                          | 42° 16′ 52″ N, 1° 54′ 55″ E / 42.281116°N,1.915360°E | IPA-3414      | Carregueu una nova foto d'aquest monument |
| Casa Pardinella                                              |             | Obra popular XV                 | Guardiola de Berguedà Gavarrós                                                          | 42° 16′ 38″ N, 1° 56′ 26″ E / 42.277308°N,1.940595°E | IPA-3424      | Carregueu una nova foto d'aquest monument |
| Casa Erols, o Casa Arols                                     |             | Obra popular                    | Guardiola de Berguedà Gavarrós                                                          | 42° 16′ 21″ N, 1° 57′ 15″ E / 42.272554°N,1.954032°E | IPA-3426      | Carregueu una nova foto d'aquest monument |
| Casa del Pla d'Erols                                         |             | Obra popular                    | Guardiola de Berguedà Gavarrós                                                          | 42° 16′ 52″ N, 1° 57′ 06″ E / 42.280998°N,1.951655°E | IPA-3427      | Carregueu una nova foto d'aquest monument |
| Església de Sant Andreu de Gréixer                           |             | Romànic XI-XII                  | Guardiola de Berguedà Gréixer                                                           | 42° 17′ 05″ N, 1° 50′ 57″ E / 42.284617°N,1.849089°E | IPA-3413      | Església de Sant Andreu de Gréixer (Guardiola de Berguedà) · Vegeu més fotos d'aquest monument · Carregueu una nova foto d'aquest monument           |
| Casa Sobirana                                                |             | Obra popular XVIII              | Guardiola de Berguedà Sant Julià de Cerdanyola                                          | 42° 15′ 09″ N, 1° 54′ 18″ E / 42.252591°N,1.905138°E | IPA-3428      | Carregueu una nova foto d'aquest monument |
| Església de Sant Climent de la Torre de Foix, o de Vallcebre |             | Romànic XI                      | Guardiola de Berguedà Torre de Foix                                                     | 42° 12′ 33″ N, 1° 51′ 29″ E / 42.209055°N,1.858027°E | IPA-3409      | Església de Sant Climent de la Torre de Foix (Guardiola de Berguedà) · Vegeu més fotos d'aquest monument · Carregueu una nova foto d'aquest monument |